# Shin Young-rok
Dans ce nom coréen, le nom de famille, Shin, précède le nom personnel.
Shin Young-rok (né le 27 mars 1987 à Séoul) est un footballeur sud-coréen qui joue pour le Tom Tomsk et l'équipe nationale sud-coréenne. Il était annoncé comme le plus jeune buteur et le plus prometteur dans l'équipe coréenne avant son départ pour le club turc Bursaspor.

## Source
- (en) Cet article est partiellement ou en totalité issu de l’article de Wikipédia en anglais intitulé « Shin Young-Rok » (voir la liste des auteurs).